# رولف بيرغر بيدرسن
رولف بيرغر بيدرسن (بالنرويجية البوكمول: Rolf Birger Pedersen)‏ هو مدرب كرة قدم ولاعب كرة قدم نرويجي في مركز الهجوم، ولد في 23 سبتمبر 1939 في برغن في النرويج، وتوفي بنفس المكان في 22 مارس 2001. شارك مع منتخب النرويج لكرة القدم. أما مع النوادي، فقد لعب مع نادي بران.

## وصلات خارجية
- رولف بيرغر بيدرسن على موقع اتحاد النرويج (النرويجية)
- رولف بيرغر بيدرسن على موقع قاعدة بيانات كرة القدم.إي يو (الإنجليزية)
- رولف بيرغر بيدرسن على موقع ناشيونال فوتبول تيمز (الإنجليزية)